# 伊桑库尔和吕梅勒
伊桑库尔和吕梅勒（法語：Issancourt-et-Rumel，法語發音：[isɑ̃kuʁ e ʁymɛl]）是法国大東部大區阿登省的一个市镇，属于沙勒维尔-梅济耶尔区。

## 地理
伊桑库尔和吕梅勒（49°45'16"N, 4°49'20"E）面积5.47 平方千米，位于法国大東部大區阿登省，该省份为法国北部内陆省份，西接埃纳省，南至马恩省，东临默兹省，北与比利时接壤。
与伊桑库尔和吕梅勒接壤的市镇（或旧市镇、城区）包括：热尔内勒、维维耶欧库尔、弗里涅欧布瓦。
伊桑库尔和吕梅勒的时区为UTC+01:00、UTC+02:00（夏令时）。

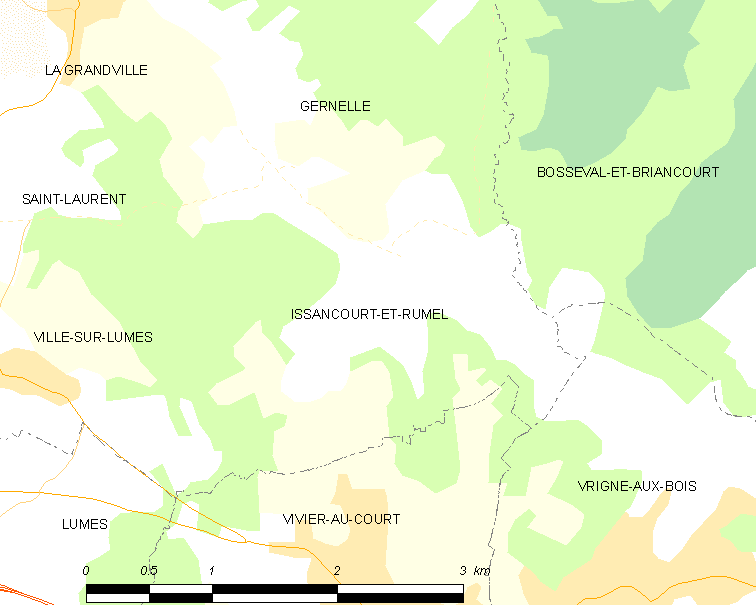
伊桑库尔和吕梅勒的OSM定位图

## 行政
伊桑库尔和吕梅勒的邮政编码为08440，INSEE市镇编码为08235。

## 政治
伊桑库尔和吕梅勒所属的省级选区为维莱-瑟默斯县。

## 人口

1962-2008年间伊桑库尔和吕梅勒人口变化图示

伊桑库尔和吕梅勒于2022年1月1日时的人口数量为399人。